# Samsung Galaxy S4
Samsung Galaxy S4 är uppföljaren till  Samsung Galaxy S III och presenterades den 14–15 mars 2013. Telefonens operativsystem är Android.

## Skillnaderna med föregående modellen Galaxy S III
En av skillnaderna jämfört med föregående modellen Samsung Galaxy S III är skärmen som har vuxit från 4,8 till 4,99 tum trots att telefonen är något plattare och smalare på bredden.

## Specifikationer
- Operativsystem: Android 4.2.2 Uppgraderbart till 5.0 Lollipop
- Skärm: 4,99 tum
- Skärmtyp: Super AMOLED
- Upplösning: 1080 x 1920
- Videoinspelning: 1080p
- CPU: Quad-core
- Primär Kamera: 13 MP
- Sekundär Kamera: 1,9 MP
- Plattform: Qualcomm Snapdragon 600
- CPU Speed: 1,9 GHz
- Övrigt: Närfältskommunikation (Eng. Near Field Communication, NFC)

## Mottagande
Galaxy S4 blev den till dess snabbast säljande telefonen i Samsungs Galaxy serie efter att ha sålt 4 miljoner enheter under de första fyra dagarna efter lanseringen. Detta kan jämföras med SIII som tog 21 dagar på sig att nå 4 miljoner, SII som tog 55 dagar och SI som tog 85 dagar.